# Gavin Hood
Gavin Hood, né le 12 mai 1963 à Johannesbourg, est un réalisateur, scénariste et acteur sud-africain.
Il est révélé en 2005 par le succès critique du drame indépendant Mon nom est Tsotsi qui a remporté un Oscar en 2005, qu'il écrit et réalise.

## Biographie
Gavin Hood est né à Johannesburg et a grandi dans le quartier de Hillbrow. Il est le fils du détaillant sud-africain d'origine anglaise Gordon Hood décédé en 2013. 
Gavin Hood a fréquenté le St Stithians College et a obtenu un diplôme en droit de l'Université du Witwatersrand. Gavin Good à poursuivi des études supérieures en scénarisation et réalisation dans une école de cinéma en Californie au États-Unis en 1991.
Il s'essaye à Hollywood en mettant en scène le thriller d'espionnage Détention secrète, porté par Jake Gyllenhaal et Reese Witherspoon. Les critiques sont cependant très mitigées lors de la sortie du long-métrage en 2007. Le réalisateur a déjà enchaîné avec un autre projet, le blockbuster X-Men Origins: Wolverine. Le long-métrage est le plus mal reçu de la franchise X-Men, jusqu'à la sortie du dernier opus de la franchise, X-Men: Dark Phoenix, écrit et réalisé par Simon Kinberg.
Il faut attendre quatre ans pour voir le cinéaste revenir avec un projet, La Stratégie Ender : pour l'occasion, il s'investit dans le script. Cependant, si ce blockbuster de science-fiction avec Harrison Ford et Asa Butterfield reçoit des critiques correctes, le box-office est catastrophique, le film remboursant à peine son budget, conduisant à l'annulation des projets de suite.
Le réalisateur revient donc au cinéma indépendant, et surtout au thriller d'espionnage : Eye in the Sky, sorti en 2015, et porté par Helen Mirren reçoit d'excellentes critiques et marque un retour en forme. Le cinéaste confirme donc dans ce registre avec Official Secrets, où il dirige cette fois Keira Knightley. Les critiques sont positives.

## Filmographie

### Réalisateur
- 1999 : A Reasonable Man (en)
- 2001 : Le Désert et la Forêt (pl) (W pustyni i w puszczy)
- 2005 : Mon nom est Tsotsi (Tsotsi)
- 2007 : Détention secrète (Rendition)
- 2009 : X-Men Origins: Wolverine
- 2013 : La Stratégie Ender (Ender's Game)
- 2015 : Eye in the Sky
- 2019 : Official Secrets

### Réalisateur Court-métrage
- 1998 : The Storekeeper[9]

### Réalisateur Télévision
- 2004 : Allan Quatermain et la Pierre des ancêtres (King Solomon's Mines)

### Scénariste
- 1998 : The Storekeeper
- 2005 : Mon nom est Tsotsi
- 2013 : La Stratégie Ender (Ender's Game)

### Acteur
- 1995 : Kickboxer 5 : Le Dernier Combat
- 1999 : A Reasonable Man
- 2004 : Entre les mains de l'ennemi (In Enemy Hands) de Tony Giglio
- 2004 : Allan Quatermain et la Pierre des ancêtres
- 2004 : Stargate SG-1 Saison 8, épisode 3 (Quarantaine) : Colonel Vaselov/Anubis

## Distinction
- Festival international du film d'histoire de Pessac 2019 : prix  du public pour Official Secrets[10]